# Mýloi (ort i Grekland, Peloponnesos)
Mýloi (Myloi) är en ort i Grekland.   Den ligger i prefekturen Nomós Argolídos och regionen Peloponnesos, i den södra delen av landet, 100 km sydväst om huvudstaden Aten. Mýloi ligger 179 meter över havet och antalet invånare är 610.
Terrängen runt Mýloi är huvudsakligen kuperad, men åt nordost är den platt. Havet är nära Mýloi österut.  Närmaste större samhälle är Argos, 9,1 km norr om Mýloi. Trakten runt Mýloi består till största delen av jordbruksmark.